# Permanating
Permanating è un singolo del cantautore britannico Steven Wilson, pubblicato il 30 giugno 2017 come quarto estratto dal quinto album in studio To the Bone.

## Descrizione
Sesta traccia dell'album, si tratta di un brano atipico rispetto al restante materiale contenuto in To the Bone a causa delle sonorità maggiormente pop e «gioiose», come spiegato dallo stesso Wilson durante la presentazione del singolo:

## Video musicale
Le prime informazioni relative a un video per il brano sono giunte dallo stesso Wilson il 18 giugno attraverso il proprio sito ufficiale, nel quale ha spiegato di averlo girato presso il Cutty Sark di Greenwich e al quale hanno preso parte 50 ballerine di Bollywood.
Il video, diretto da Andrew Morgan, è stato infine reso disponibile il 21 luglio 2017 attraverso il canale YouTube di Wilson.

## Tracce
Download digitale
1. Permanating – 3:34

CD promozionale (Regno Unito)
1. Permanating – 3:35
2. Permanating (Instrumental) – 3:35

Download digitale – Ewan Pearson Mix
1. Permanating (Ewan Pearson Mix) – 3:03

## Formazione
Musicisti
- Steven Wilson – chitarra, tastiera, voce
- Nick Beggs – basso
- Adam Holzman – pianoforte, organo Hammond
- Jeremy Stacey – batteria
- Pete Eckford – percussioni
- Ninet Tayeb – cori

Produzione
- Steven Wilson – produzione
- Paul Stacey – coproduzione, ingegneria del suono
- Dave Stewart – produzione strumenti ad arco e coro
- Steve Price – ingegneria del suono
- Keith Prior – assistenza tecnica
- Cenzo Townshend – missaggio
- Tim Young – mastering
- Lasse Hoile – fotografia